# Alessia Durante
Alessia Durante (14 de mayo de 1999) es una deportista italiana que compite en halterofilia. Ganó una medalla de plata en el Campeonato Europeo de Halterofilia de 2021, en la categoría de 71 kg.

## Palmarés internacional
| Campeonato Europeo | Campeonato Europeo | Campeonato Europeo | Campeonato Europeo |
| Año                | Lugar              | Medalla            | Categoría          |
| ------------------ | ------------------ | ------------------ | ------------------ |
| 2021               | Moscú (Rusia)      | Medalla de plata   | 71 kg              |